# Ramulus lineatus
Ramulus lineatus är en insektsart som först beskrevs av Liu, S.L. och Cai 1992.  Ramulus lineatus ingår i släktet Ramulus och familjen Phasmatidae. Inga underarter finns listade i Catalogue of Life.